# اسپیتاکاشن (شمکور)
اسپیتاکاشن (ارمنی: Սպիտակաշեն؛ به لاتین: Spitakşen) یک منطقه مسکونی در جمهوری آذربایجان است که در شهرستان شمکر واقع شده است.